# 戴夫·葛羅斯曼
戴夫·葛羅斯曼（英語：Dave Grossman）是美國電子遊戲設計師、遊戲程式開發以及幼齡兒童讀物創作者。
所製作的遊戲類型是以冒險遊戲居多，並曾被多媒體評論網站IGN列為史上前100位遊戲開發人物之一。

## 經歷

### 電子遊戲
於1989年戴夫·葛羅斯曼進入LucasArts遊戲公司（當時稱為Lucasfilm Games），曾與羅恩·吉伯特、提姆·謝弗等人一同製作冒險遊戲猴島小英雄系列中的《猴島的秘密》、《猴島小英雄2：老查克的復仇》兩套作品，之後1993年則再次與提姆·謝弗攜手合作，推出遊戲《瘋狂大樓》的續作《瘋狂時代》。
1994年戴夫·葛羅斯曼離開LucasArts公司以自由業的身份接案，其中包括先前在LucasArts同事羅恩·吉伯特自行成立的Humongous Entertainment公司旗下的作品。在2005則進入由眾多LucasArts前任職員所成立的Telltale Games公司，為LucasArts曾推出過的冒險遊戲開發續作。
之後2014年8月戴夫·葛羅斯曼離開Telltale Games；改加入推行互動影音娛樂的Reactive Studios，並擔任該公司的首席創意總監。在2022年4月期間，戴夫·葛羅斯曼著手與先前LucasArts同事羅恩·吉伯特一同開發《猴島小英雄》系列新作品《重返猴島》。

### 兒童讀本
戴夫·葛羅斯曼曾以由Humongous Entertainment公司所推出電子遊戲中的角色為背景，創作出適合低年齡層的兒童故事書。另外也曾推出以動畫《海綿寶寶》和《趣怪守護仙》改編的互動型電子兒童書籍。

### 其它
2002年戴夫·葛羅斯曼出版了名為《Ode to the Stuff in the Sink: A Book of Guy Poetry》的詩集，書籍裡是以男性在生活裡常做出的各種不好習慣、行為所啟發的內容。

## 參與作品
- 猴島的秘密（1990年）：遊戲劇本
- 猴島小英雄2：老查克的復仇（1991年）：遊戲設計
- 瘋狂時代（1993年）：遊戲劇本、遊戲設計
- 極速天龍（1995年）：遊戲劇本
- Pajama Sam In: No Need to Hide When It's Dark Outside（1996年）
- Pajama Sam 2: Thunder and Lightning Aren't so Frightening（1998年）
- Freddi Fish 4: The Case of the Hogfish Rustlers of Briny Gulch（1999年）
- Pajama Sam 3: You Are What You Eat from Your Head to Your Feet（2000年）
- Moop and Dreadly: The Treasure on Bing Bong Island（2001年）
- Ollo in The Sunny Valley Fair（2002年）
- 小豬大遊戲（2003年）
- Bone（2003年）
- 妙探闖通關：拯救世界（2006～2007年）：遊戲設計
- 妙探闖通關：穿越時空（2007～2008年）：遊戲設計
- 誘人的大壞蛋之酷遊戲（2008年）
- 猴島傳說（2009～2010年）：遊戲總監
- 回到未來（2010～2011年）
- 重返猴島（2022年）：設計

## 外部連結
- 戴夫·葛羅斯曼的X（前Twitter）